# Kipu

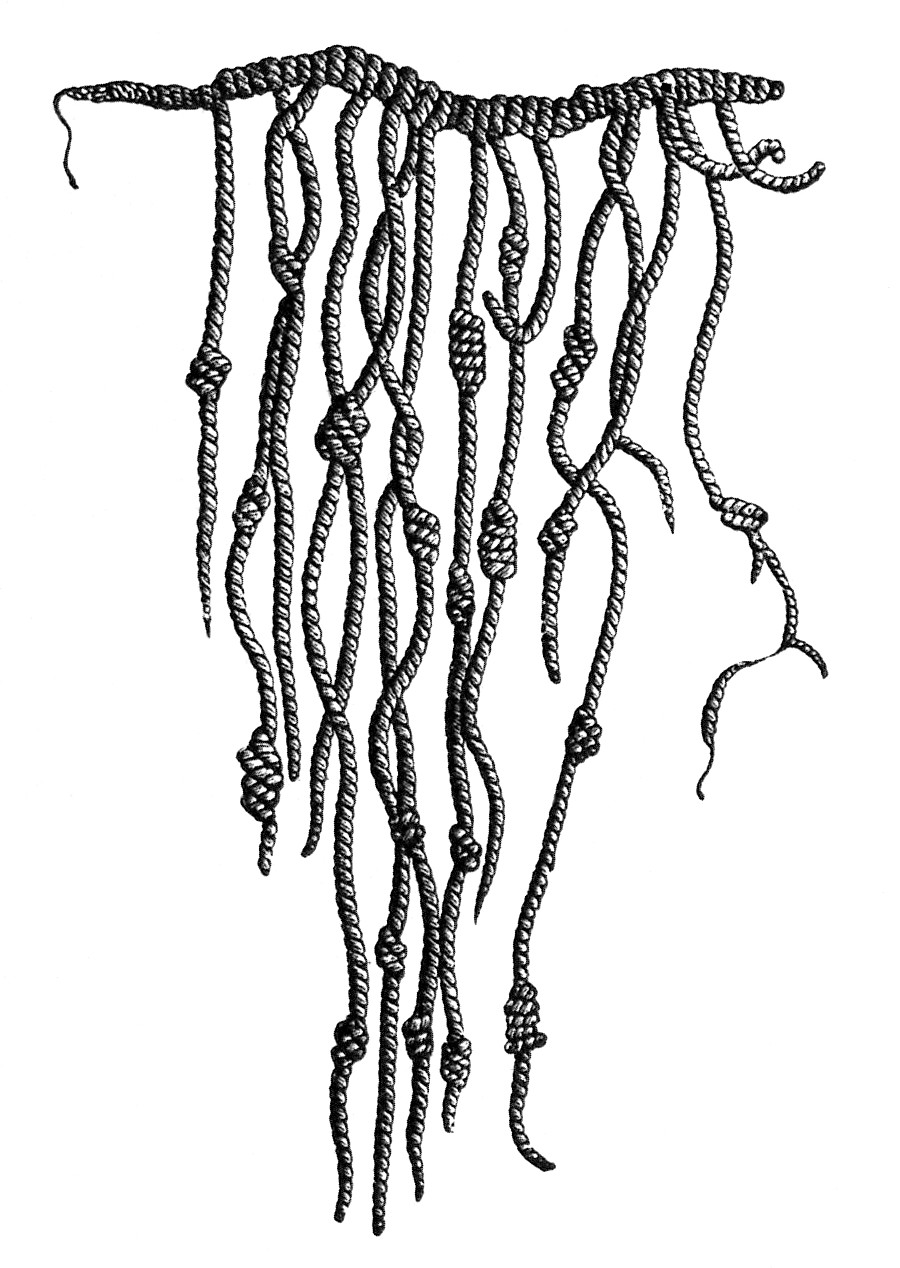
Kipu

Kipu je uzlové písmo, které se vyskytovalo v oblasti And u různých kultur, například Inků. Starší bylo nalezeno v oblasti Caral. Záznamy pomocí šňůrek lze dohledat například i v Číně.
Dříve se mělo za to, že obsahem jsou pouze statistické záznamy. Nově se ale zjišťuje, že tyto záznamy byly pouze výchozí formou a písmo vývojem sloužilo i pro záznam textů.[zdroj?] Písmo používali i běžní lidé.
William J. Conklin z washingtonského Textile Museum, který se v roce 1997 začal zabývat kipu, zjistil, že nejde pouze o uzly, ale také o rozdíly ve spřádání šňůr a jejich barvení.
Gary Urton dále vypracoval teorii, že kipu je záznamem v binárním kódu. V roce 2005 se mu podařilo identifikovat první nenumerický element Puruchuco jako název města blízko Limy tvořený třemi osmičkovými uzly.